# Radio Nacional Buenos Aires
Radio Nacional Buenos Aires es una estación de radio argentina que transmite en 870 kHz por AM, desde la ciudad de Buenos Aires. Es la radio cabecera de la Radio Nacional Argentina. Es propiedad de Radio y Televisión Argentina S.E. y es operado por la Secretaría de Medios y Comunicación Pública.

## Características
Al ser la radio cabecera, dispone durante las 24 horas de una síntesis de la actividad argentina. Sus cuatro informativos para y desde toda la Argentina reúnen paisajes y cultura con la actualidad. Además, al ser la radio cabecera, hay otras emisoras en todo el país que repiten la programación y que también poseen programas propios. Transmite en Amplitud modulada (AM). 
LRA Radio Nacional opera en Buenos Aires desde el edificio de la calle Maipú 555, en el Microcentro porteño. El mismo fue construido especialmente para Radio El Mundo en 1935, y también alojaría más tarde a Radio Mitre y a Radio Antártida. El edificio está compartido con los estudios de Radiodifusión Argentina al Exterior (LRA31/35), Radio Nacional Rock (LRA337), Radio Nacional Clásica (LRA338) y Radio Nacional Folklórica (LRA339).
La estación radial inició sus transmisiones regulares el día 6 de julio de 1937  como LRA Estación de Radiodifusión del Estado. Comenzaron a las 18:45 con siete horas de transmisión diarias. El primer director fue Roberto Dupuy de Lôme Moreno, quien ejerció el cargo durante la presidencia de Agustín P. Justo.
La primera transmisión de la radio se realizó desde el Palacio de Correos y Telégrafos (actual Centro Cultural Kirchner).
Ese 6 de julio de 1937, bajo la dirección de Roberto Dupuy de Lôme Moreno, Radio Nacional celebró su inauguración con un concierto en el que actuaron el cuarteto Por-Arte, la soprano Hina Spani, los pianistas Roberto Locatelli y Raúl Spivak y la orquesta de Cámara que dirigía el maestro Bruno Bandini.

## Galería

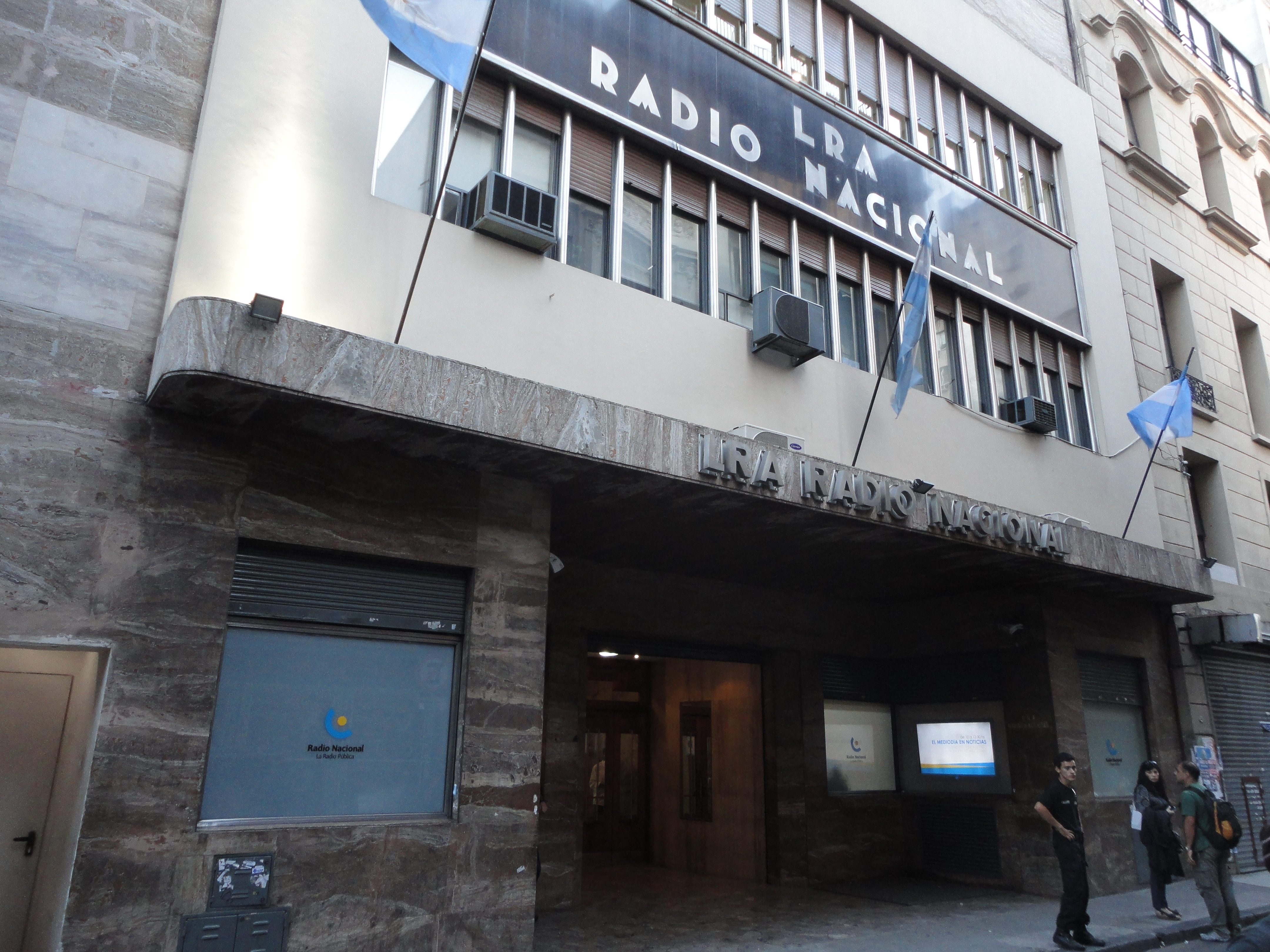
Sede
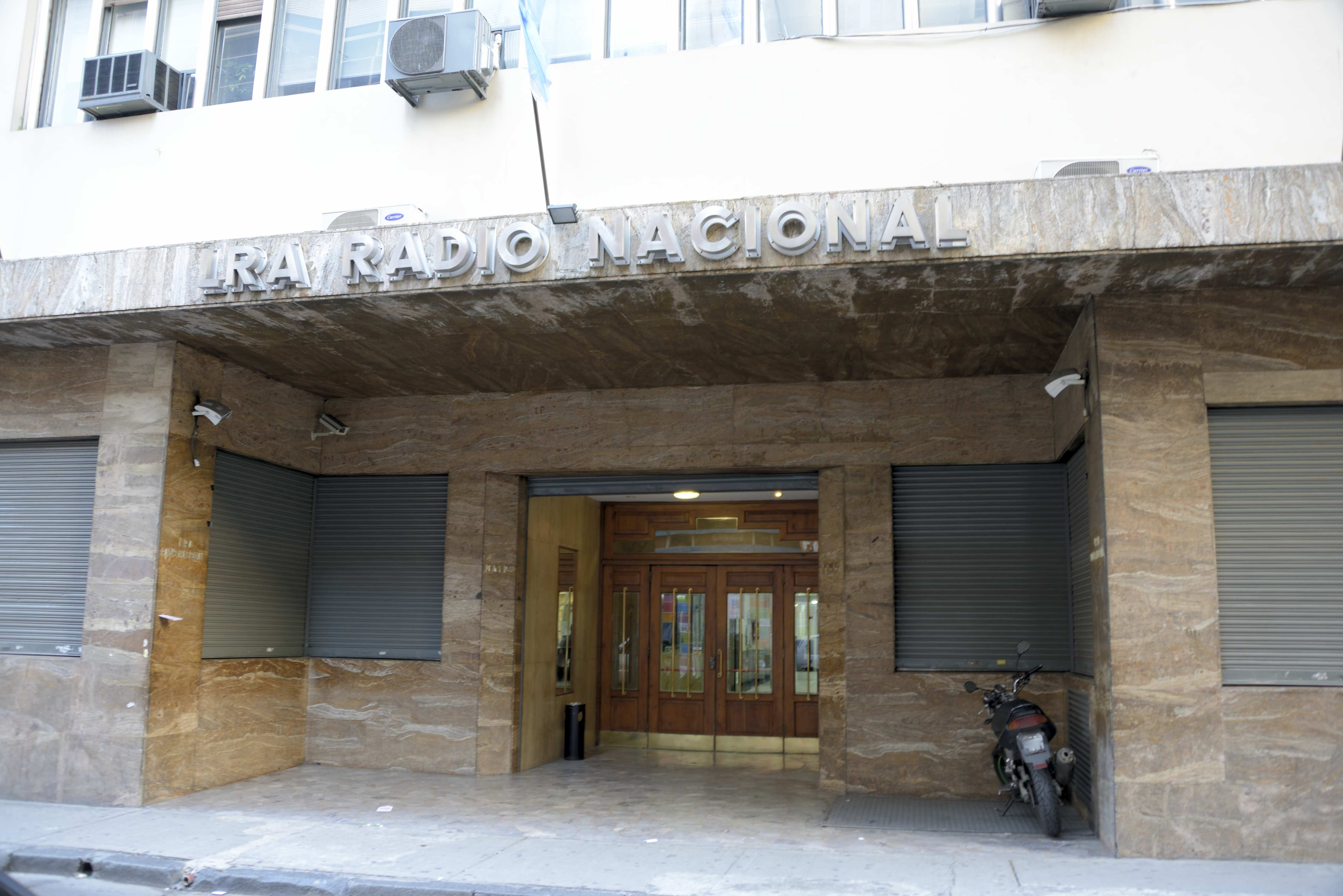
Entrada a la sede
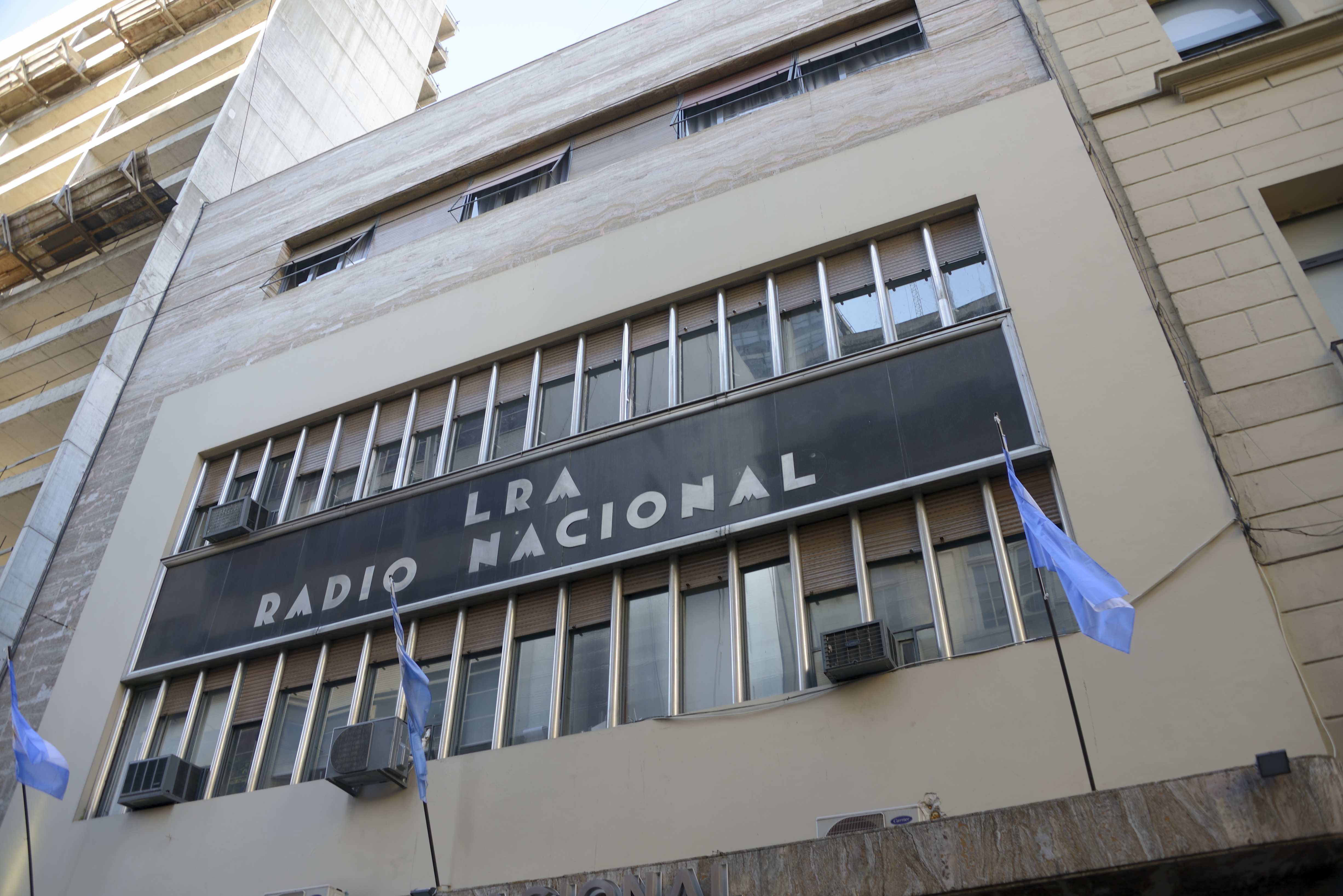
Otra vista de la sede
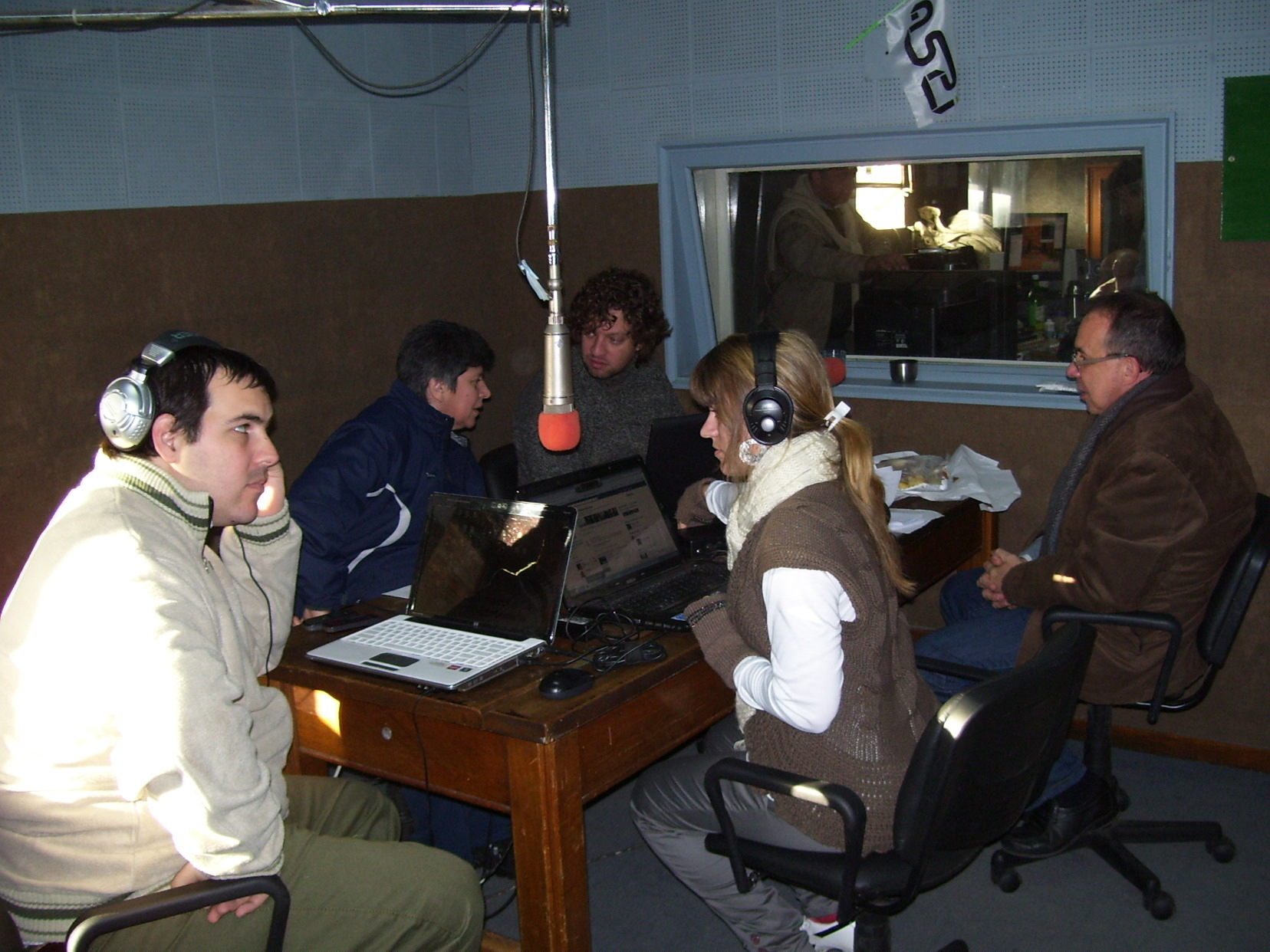
Estudios